# Umweltgefährliche Stoffe

Warnzeichen für umweltgefährdende Stoffe oder Gemische nach ISO 7010

Als umweltgefährliche Stoffe werden im Chemikalien- und Verkehrsrecht Stoffe oder Zubereitungen verstanden, die selbst oder deren Umwandlungsprodukte geeignet sind, die Beschaffenheit des Naturhaushaltes, von Wasser, Boden oder Luft, Klima, Tieren, Pflanzen oder Mikroorganismen derart zu verändern, dass dadurch sofort oder später Gefahren für die Umwelt herbeigeführt werden können.
Im Europäischen Übereinkommen über die Beförderung gefährlicher Güter auf der Straße (ADR) steht als Wortlaut umweltgefährdender Stoff und wird als Gefahrgut eine Kennzeichnung mit der Gefahrnummer 90 gefordert, sofern keine zusätzlichen Gefährdungen bestehen.
Umweltgifte werden oft als begünstigend für Krankheiten oder Artensterben angeführt, beschränken sich jedoch nicht auf Schadstoffe im herkömmlichen Sinn. Eine klare Differenzierung zwischen den Begriffen „Umweltchemikalie“ und „(Umwelt)schadstoff“ findet sich weder in der Fach- noch in der allgemeinwissenschaftlichen Literatur.

## Geschichte
Ursprünglich wurden Umweltchemikalien im ersten Umweltaktionsprogramm der deutschen Bundesregierung (Lit.: Dt. Bundestag, 1971) beschrieben als „Stoffe, die durch menschliches Zutun in die Umwelt gebracht werden und in Mengen und Konzentrationen auftreten können, die geeignet sind, Lebewesen, insbesondere den Menschen, zu gefährden. Hierzu gehören chemische Elemente oder Verbindungen organischer oder anorganischer Natur, synthetischen oder natürlichen Ursprungs […]“. Diese Definition entspricht jedoch nicht mehr dem heutigen Verständnis von Schadstoffen.
Mit der Revision des ADR von 2009 wurde diese Kategorie auch im ADR eingeführt, vorher war sie schon im IMDG und ADN.

## Chemikalienrecht

### Einstufung nach CLP/GHS

GHS-Piktogramm 09

Die Einstufung von gewässergefährdenden Stoffen nach GHS bzw. CLP-Verordnung orientiert sich an folgenden Grundelementen:
- akute aquatische Toxizität
- chronische aquatische Toxizität
- potentielle oder tatsächliche Bioakkumulation
- Abbaubarkeit

Kategorien
- Gewässergefährdend
  - H400 – Akut 1
  - H410 – Chronisch 1
  - H411 – Chronisch 2
  - H412 – Chronisch 3
  - H413 – Chronisch 4

- Schädigt die Ozonschicht
  - H420

Eine Einstufung als gewässergefährend führt zur Kennzeichnung mit den Sicherheitshinweisen P273 und P501. Bei H400, H410 und H411 ist auch P391 anzugeben. Bei einer Einstufung als ozonschichtschädigend kommt P502 zur Anwendung.
Eine Einstufung als H400 plus H410, H411 oder H412 kann in der Kennzeichnung zu H410 zusammengefasst werden.

### Einstufung nach ehemaliger Stoffrichtlinie
Aquatische Umwelt:

Umweltgefährlich
----
Veraltetes EU-Gefahrensymbol N

- Gefahrensymbol N – Umweltgefährlich:
  - R 50 Sehr giftig für Wasserorganismen.
  - R 50/53 Sehr giftig für Wasserorganismen, kann in Gewässern längerfristig schädliche Wirkungen haben.
  - R 51/53 Giftig für Wasserorganismen, kann in Gewässern längerfristig schädliche Wirkungen haben.

- Gefahrensymbol N nicht vorgeschrieben:
  - R 52 Schädlich für Wasserorganismen.
  - R 53 Kann in Gewässern längerfristig schädliche Wirkungen haben.
  - R 52/53 Schädlich für Wasserorganismen, kann in Gewässern längerfristig schädliche Wirkungen haben.

Nichtaquatische Umwelt:
- Gefahrensymbol N – Umweltgefährlich:
  - R 54 Giftig für Pflanzen.
  - R 55 Giftig für Tiere.
  - R 56 Giftig für Bodenorganismen.
  - R 57 Giftig für Bienen.
  - R 58 Kann längerfristig schädliche Wirkungen auf die Umwelt haben.

Ozonschicht:
- Gefahrensymbol N – Umweltgefährlich:
  - R 59 Gefährlich für die Ozonschicht.

## Gefahrgutrecht

### Einstufung nach Gefahrgutrecht
- Klasse 9, Verpackungsgruppe III
  - Umweltgefährdende Stoffe

Piktogramm für den Transport

    - Wasserverunreinigende feste Stoffe
    - Wasserverunreinigende flüssige Stoffe
    - Genetisch veränderte Mikroorganismen und Organismen

### Einstufung nach Gefahrgutrecht – See
Im Bereich des Seetransportes gibt zusätzlich die Unterteilung
- non marine pollutant
- marine pollutant
- very marine pollutant

## Beispiele
Eine vollständige Auflistung der in Wikipedia mit einem Artikel vertretenen umweltgefährlichen Stoffe findet sich in der Kategorie Umweltgefährlicher Stoff.
- Dichlordiphenyltrichlorethan (DDT)
- Leichtflüchtige halogenierte Kohlenwasserstoffe (LHKW) wie z. B. Dichlormethan, Trichlormethan, Trichlorethan
- Ozon in Bodennähe
- Pentachlorphenol (PCP)
- Polybromierte Diphenylether (PBDE)
- Polychlorierte Biphenyle (PCB)
- Polychlorierte Dibenzodioxine und Dibenzofurane
- Polyzyklische aromatische Kohlenwasserstoffe (PAK) wie z. B. Benzo[a]pyren
- Propenal
- Schwefeltrioxid
- Schwermetalle (Arsen, Antimon, Blei, Cadmium, Chrom, Kupfer, Nickel, Thallium, Quecksilber)
- TMDD